# Hammaburg-Platz

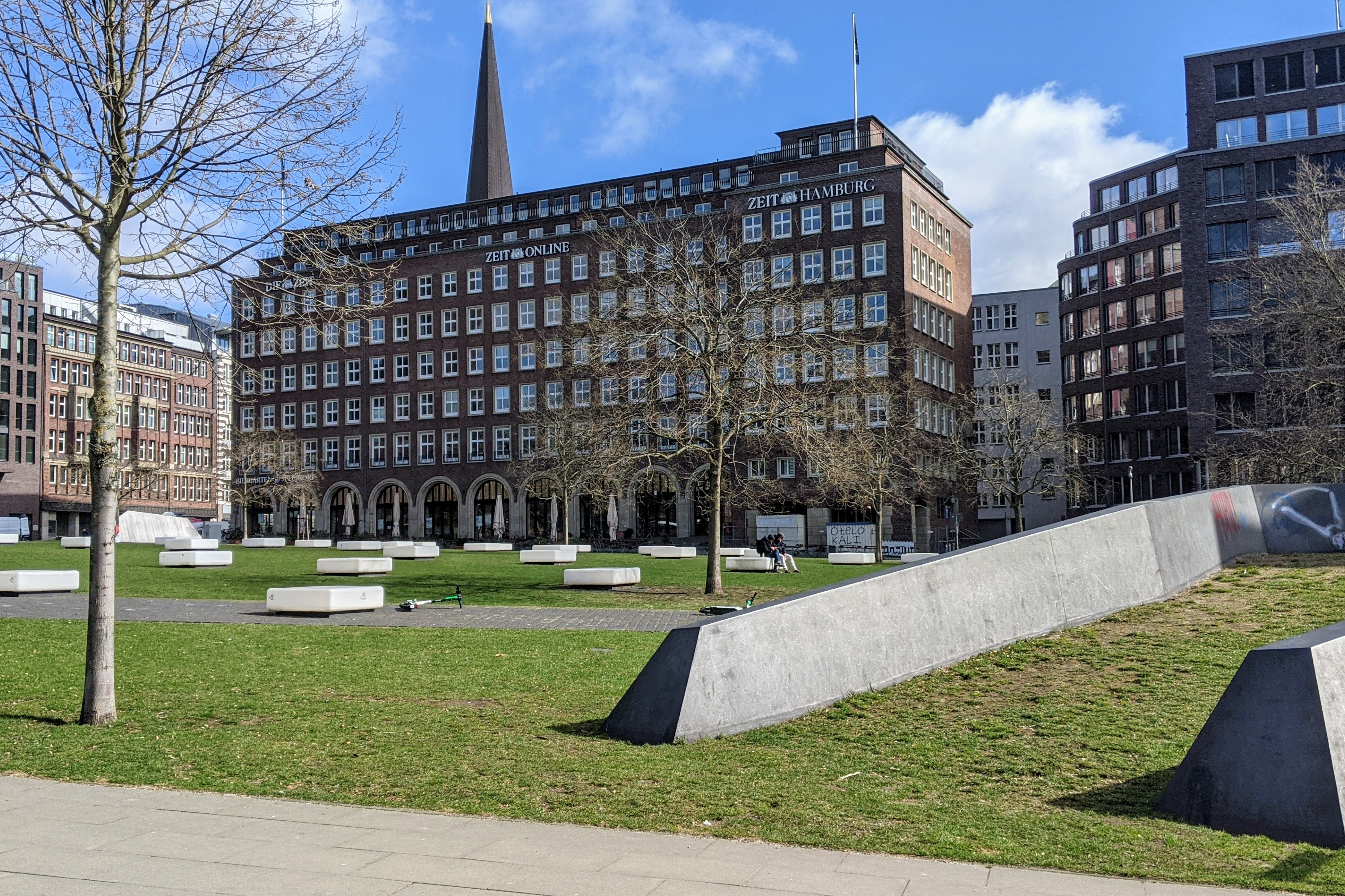
Hammaburg-Platz mit Blick auf das Helmut-Schmidt-Haus. Sitzbänke anstelle der einstigen Dompfeiler, vorn rechts ein angedeuteter Hammaburg-Wall.

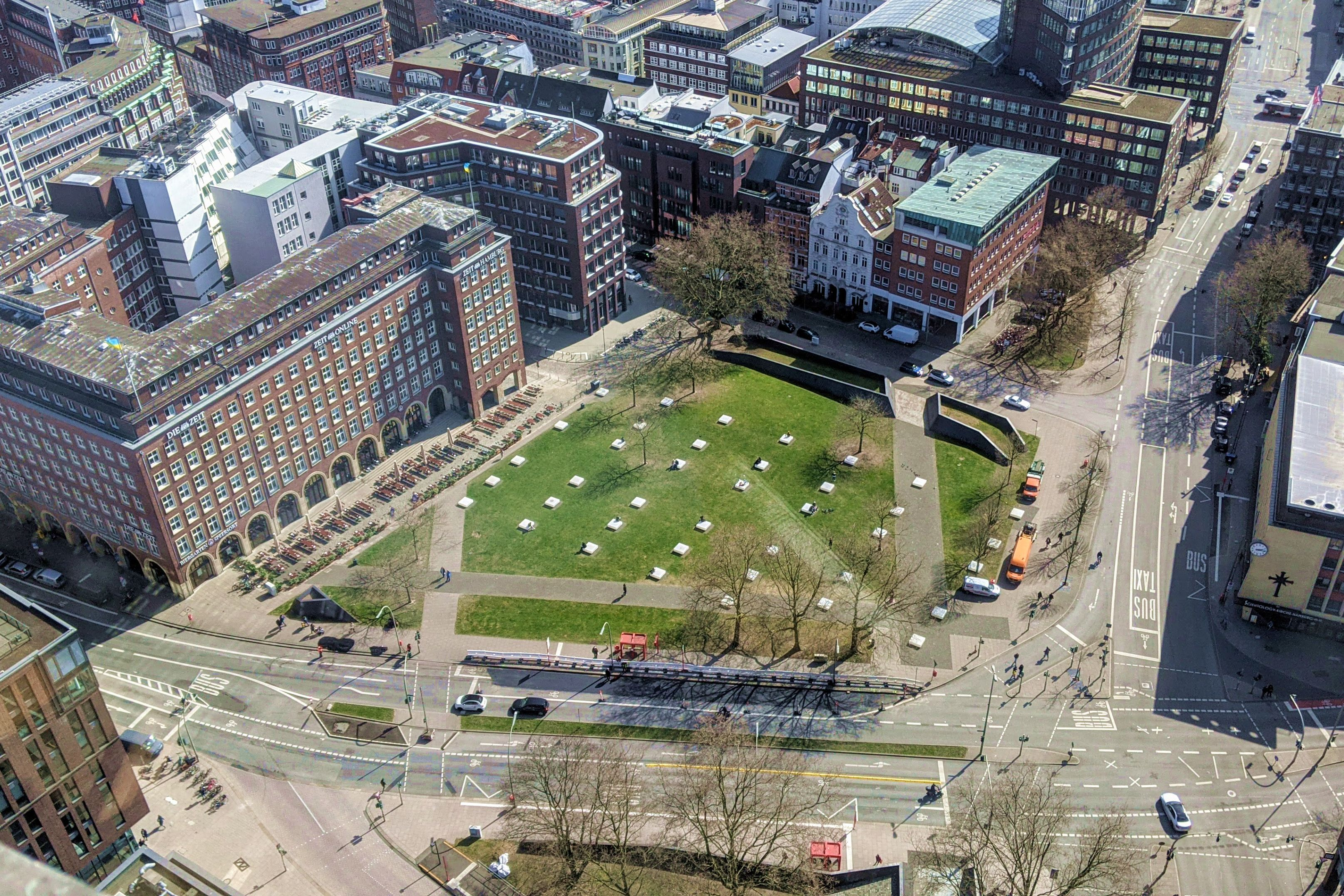
Hammaburg-Platz vom Turm der Hauptkirche St. Petri (2022)

Der Hammaburg-Platz (bis 2024 Domplatz) ist eine etwa ein Hektar große und größtenteils begrünte Freifläche im Zentrum von Hamburg. Der seit dem Abriss des mittelalterlichen Mariendoms (1804–06) als Domplatz bezeichnete Platz gilt als kulturgeschichtlich bedeutsamer Ort für die Stadt: Zum einen stand hier über Jahrhunderte die Hamburger Domkirche und später der im Zweiten Weltkrieg zerstörte Neubau des Johanneums und der Staatsbibliothek. Zum andern wurden unter dem Platz seit langem die Reste der frühmittelalterlichen Hammaburg vermutet und jüngst auch ergraben. Im Februar 2024 beschloss daher die Bezirksversammlung Hamburg-Mitte, den Platz in Hammaburg-Platz umzubenennen. Die formelle Umbenennung erfolgte im August 2024 durch Kultursenator Carsten Brosda, Bezirksamtsleiter Ralf Neubauer sowie Rainer-Maria Weiss, Landesarchäologe und Direktor des Archäologischen Museums Hamburg.

## Lage

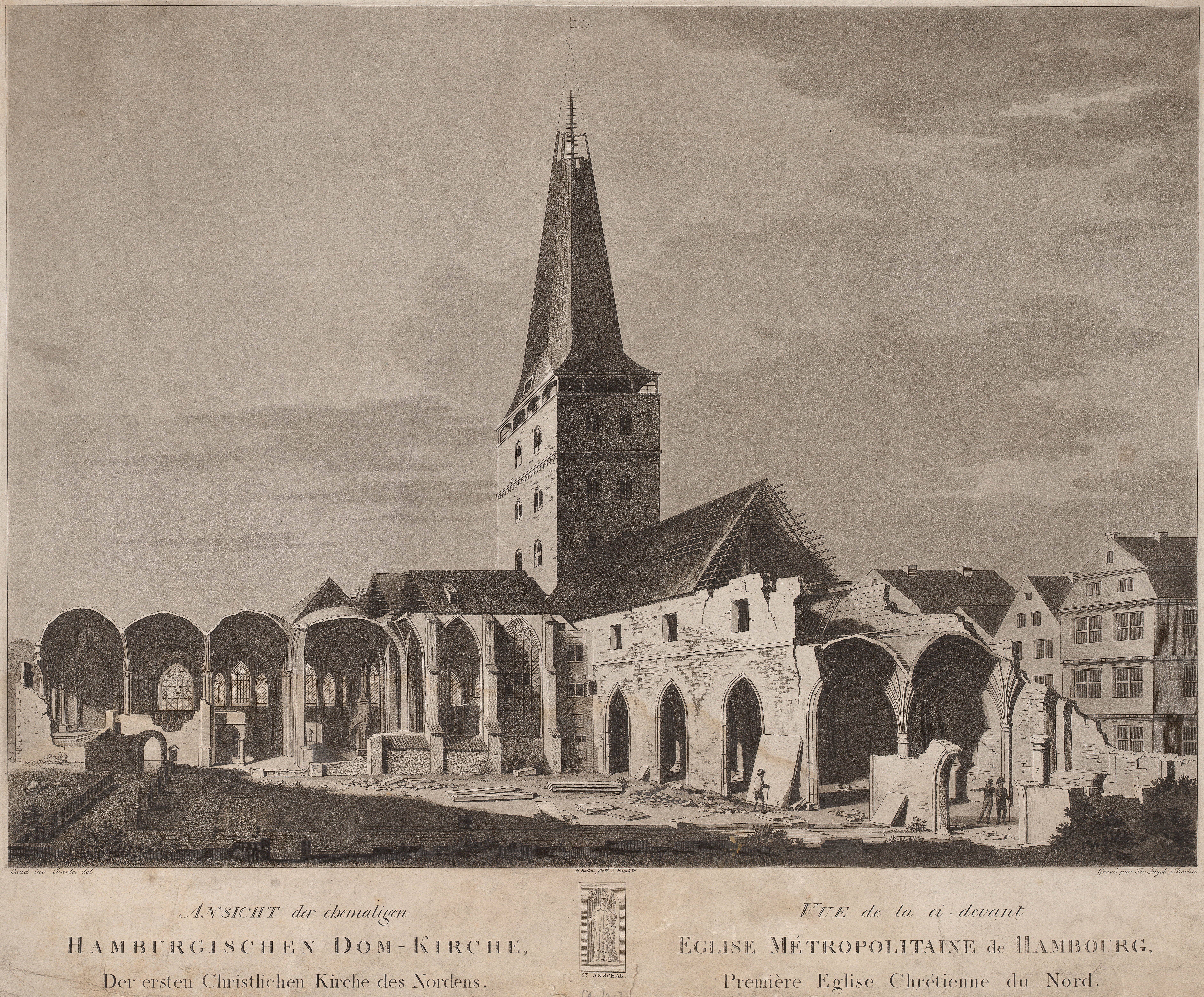
Ruine des Domes 1806

Der Platz liegt im Stadtteil Hamburg-Altstadt südlich der Hauptkirche St. Petri und westlich des Kontorhausviertels. Er wird begrenzt von der Straße Speersort im Norden, dem Straßenzug Schmiedestraße/Alter Fischmarkt im Westen, dem Schopenstehl im Süden und der Buceriusstraße mit dem Helmut-Schmidt-Haus im Osten. Über den nördlichen Teil des Platzes führt seit 1957 die Domstraße, die den Speersort mit der weiter südlich verlaufenden Ost-West-Straße verbindet, der Rest wurde lange Zeit als Parkplatz genutzt. 
Seit der Umgestaltung 2008 besteht der Platz aus einer offenen Rasenfläche mit 39 regelmäßig angeordneten weißen Sitzgelegenheiten aus Acryl, die die Standorte der Stützpfeiler der einstigen Domkirche markieren und bei Dunkelheit von innen beleuchtet sind. Eine der Sitzbänke ermöglicht den Durchblick auf ein erhaltenes Pfeilerfundament. Um den Platz herum sind teilweise begehbare Stahlskulpturen angeordnet, die den Wallring der Hammaburg veranschaulichen sollen. Ein als „Archäoskop“ bezeichneter stationärer VR-Betrachter ermöglicht Besuchern eine Visualisierung der Umgebung zur Zeit der Hammaburg. Die heutige Gestaltung ist Ergebnis eines öffentlichen Ideenwettbewerbs und dient als Zwischenlösung bis zu einer endgültigen städtebaulichen Entscheidung.

## Geschichte

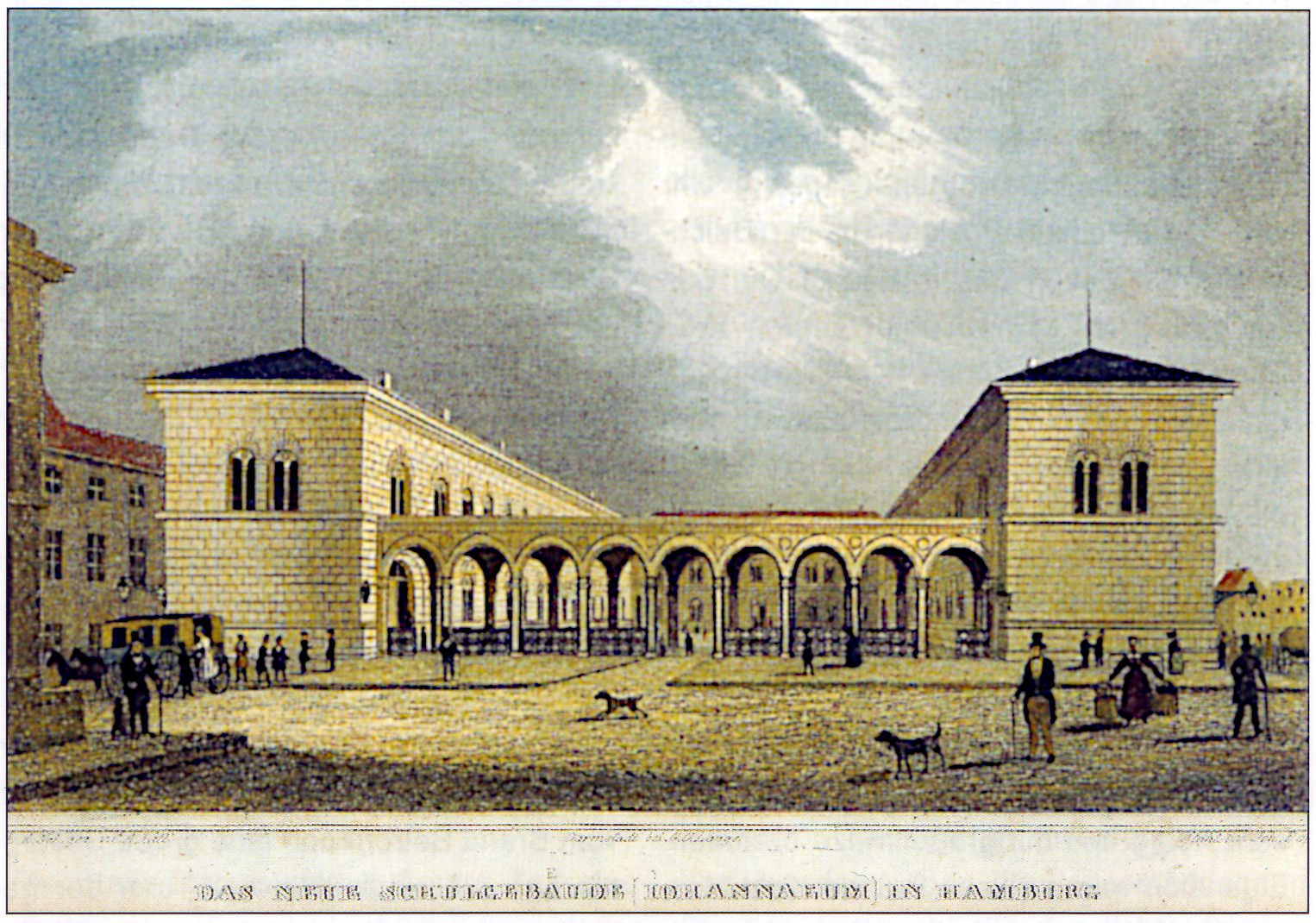
Johanneum von 1840, zerstört 1943

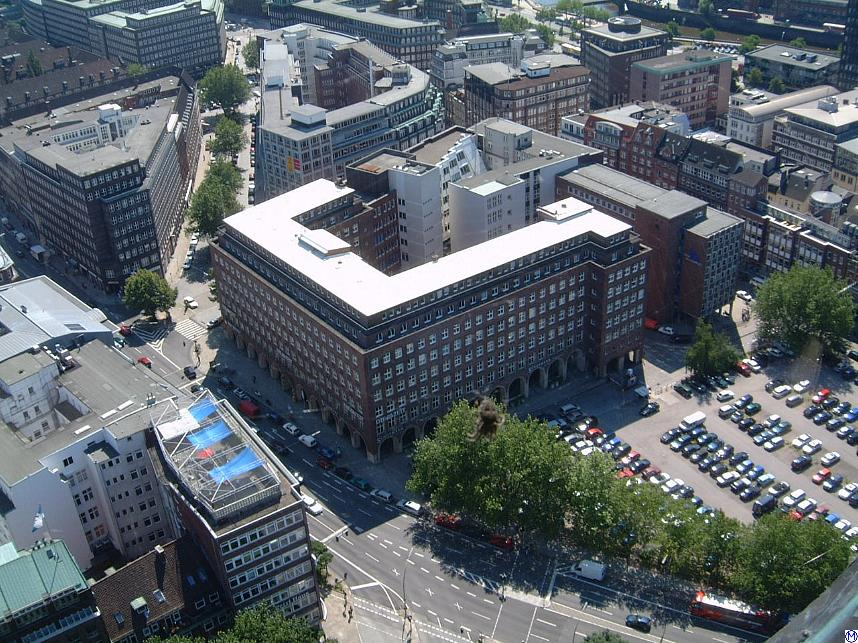
Nutzung als Parkplatz vor 2006

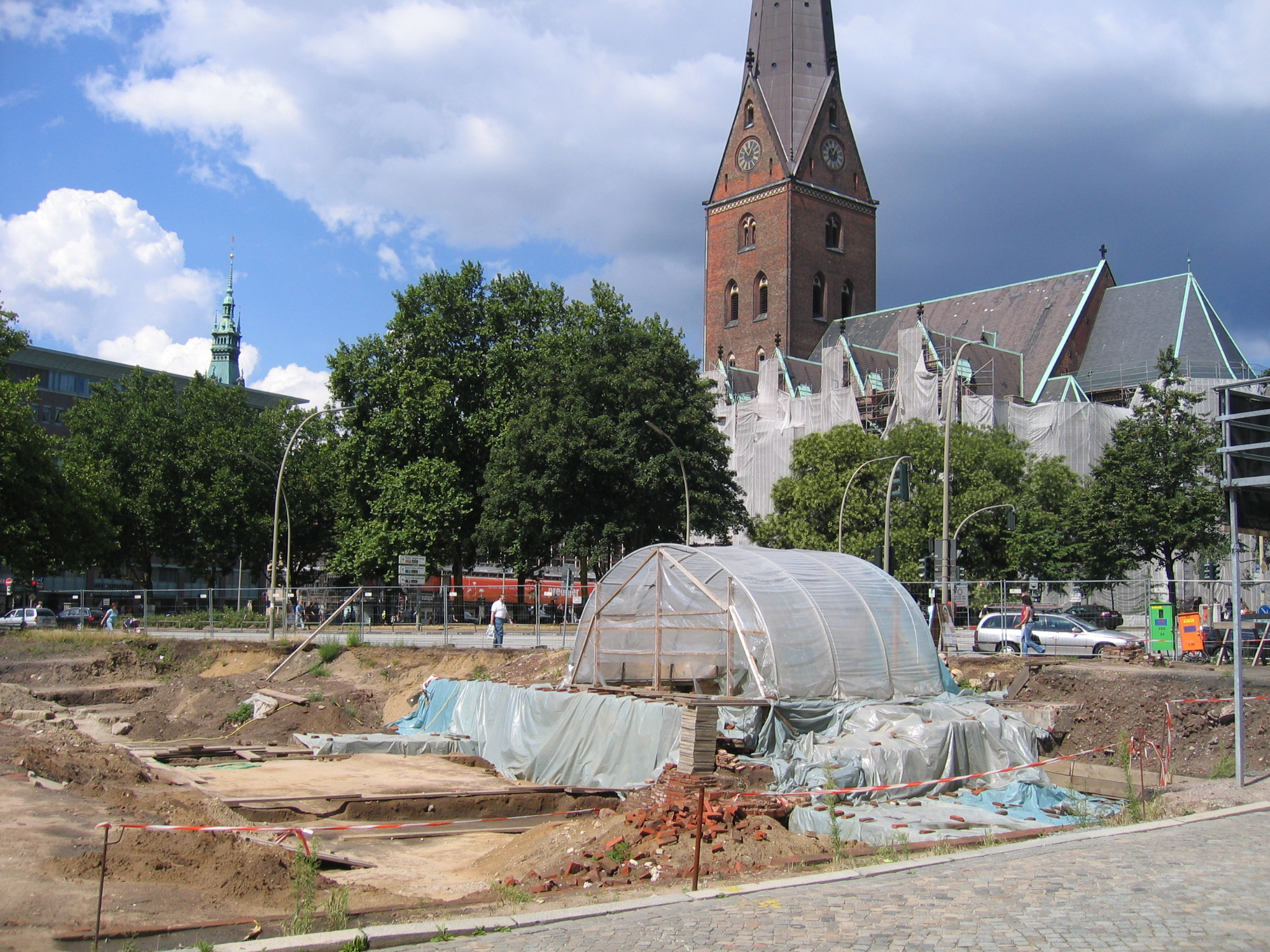
Ausgrabungen 2006

Als Folge des Reichsdeputationshauptschlusses von 1803 fiel der im 13. und 14. Jahrhundert erbaute Mariendom – bis dahin eine innerstädtische Exklave des Erzbistums Bremen bzw. zuletzt des Kurfürstentums Hannover – an die Stadt Hamburg. Diese beschloss, das schon seit der Reformation weitgehend funktionslos und baufällig gewordene Bauwerk abzureißen.
Nach dem Abriss, der 1806 beendet war, blieb der neue Platz zunächst über 30 Jahre frei; diverse Pläne zur Errichtung eines Theaters, eines Denkmals für die Befreiungskriege oder eines zentralen Lebensmittelmarktes wurden nicht realisiert. Erst 1838–1840 errichtete Stadtbaudirektor Carl Ludwig Wimmel hier den Neubau des Johanneums, das bis dahin im alten Johanniskloster auf dem heutigen Rathausmarkt untergebracht war. Die klassizistische Dreiflügelanlage mit der markanten Arkadenreihe zum Speersort nahm auch die Stadtbibliothek (die heutige Staatsbibliothek) und mehrere Sammlungen auf, aus denen später verschiedene Museen hervorgingen (Naturhistorisches Museum, Völkerkundemuseum, Museum für Hamburgische Geschichte). Im Zweiten Weltkrieg wurde der Komplex durch Luftangriffe 1943 schwer beschädigt und die wiederaufbaufähigen Ruinen nach Kriegsende abgerissen, um unter anderem Platz für die neue, autogerechte Domstraße zu machen.
Parallel zum Abriss fanden von 1947 bis 1957 unter der Leitung Reinhard Schindlers erstmals umfangreiche archäologische Ausgrabungen auf dem Gelände statt, da man hier seit langem die Reste der mittelalterlichen Hammaburg vermutete (weitere folgten in den Jahren 1980–1987 und 2005–2007). Bereits 1956 beschloss die Bürgerschaft, den verbleibenden Platz von Bebauung freizuhalten und als Gedenkstätte herzurichten. Ein Wettbewerb wurde ausgerichtet, aber kein Entwurf realisiert und der Platz fortan über Jahrzehnte als Parkplatz genutzt.
1977 legte die Allianz-Versicherung Pläne zur Errichtung eines Kontorhauses auf dem Hammaburg-Platz vor und provozierte damit anhaltende Bürgerproteste, in deren Folge die Patriotische Gesellschaft 1982 abermals einen Wettbewerb zur Zukunft des Platzes ausrichtete, der zwar auf großes Interesse stieß, jedoch keine konkreten Folgen zeitigte.
Zuletzt wurde 2005 nach einem erneuten Wettbewerb die Errichtung eines 30 Meter hohen „Glaskristalls“ des Architekturbüros Auer Weber beschlossen, der neben der Zentralbibliothek der Hamburger Bücherhallen auch die Landeszentrale für politische Bildung sowie Restaurants und Geschäfte beherbergen sollte. Zudem sollten im Untergeschoss Fundstücke der aktuellen archäologischen Grabungen ausgestellt werden. Doch auch dieser Vorschlag scheiterte, auch dank einer scharfen Intervention des Altbundeskanzlers und damaligen Zeit-Herausgebers Helmut Schmidt.
Nach dem Scheitern dieses letzten Projektes entschied sich der Hamburger Senat 2008 für eine „Denkpause“ und – nach einer Online-Bürgerbefragung – für eine „temporäre Begrünung“ des Hammaburg-Platz.